# نبردناو کلاس آلزاس
نبردناو کلاس آلزاس (به انگلیسی: Alsace-class battleship) یک کلاس از کشتی‌های نظامی به طول ۲۵۱ متر است.